# Ваља Балчаска (Валча)
Ваља Балчаска (рум. Valea Bălcească) насеље је у Румунији у округу Валча у општини Николаје Балческу. Oпштина се налази на надморској висини од 298 m.

## Становништво
Према подацима из 2002. године у насељу је живело 325 становника, од којих су сви румунске националности.